# Accusé, levez-vous
Pour plus de détails, voir Fiche technique et Distribution.
Accusé, levez-vous (titre original : Life for Ruth) est un film de procès dramatique britannique réalisé par Basil Dearden, sorti en 1962.

## Fiche technique
- Titre : Accusé, levez-vous
- Titre original : Life for Ruth
- Réalisation : Basil Dearden
- Scénario : James McCormick et Janet Green, d'après la pièce de cette dernière
- Photographie : Otto Heller
- Montage : John D. Guthridge
- Musique : William Alwyn
- Direction artistique : Alex Vetchinsky
- Décors : Arthur Taksen
- Producteurs : Basil Dearden, Michael Relph
- Société de production : Allied Film Makers (AFM)
- Société de distribution :  Rank Film Distributors	(Royaume-Uni), Continental Distributing (États-Unis)
- Pays d'origine :   Royaume-Uni
- Langue de tournage : Anglais
- Format : Noir et blanc — 35 mm — 1,66:1 — Son : Mono
- Genre : Film dramatique
- Durée : 93 minutes (1 h 33)
- Dates de sortie : 
  -  Royaume-Uni : 7 septembre 1962
  -  France : 21 août 1963
- Affiche : Jean Mascii (France)

## Distribution
- Michael Craig : John Paul Harris, un homme dont les convictions religieuses sont à l'origine du décès de sa fille Ruth
- Patrick McGoohan : le docteur James "Jim" Brown, le médecin qui avait la charge de Ruth et qui, après son décès, attaque son père en justice
- Janet Munro : Pat Harris (VF : Marie Harris), l'épouse aimante de John qui partage les convictions religieuses de son mari uniquement par amour
- Paul Rogers : Hart Jacobs, l'avocat-conseil israëlite
- Malcolm Keen : Mr. Harris, le père de John, un pêcheur qui lui a inculqué ses croyances
- Megs Jenkins : Mrs. Gordon, la mère de Pat
- John Barrie : Mr. Gordon, le père de Pat et beau-père intolérant de John
- Walter Hudd (en) : Le juge
- Leslie Sands : Clyde, le directeur du journal "The Citizen"
- Michael Aldridge : le docteur Richard Harvard, le collègue de Jim
- Lynne Taylor : Ruth Harris (VF: Claudie Harris), la fillde John et de Pat, 8 ans, blessée dans un accident
- Freddie Ramsey : Teddy, le copain imprudent de Ruth, sauvé de la noyade par John
- Basil Dignam : l'avocat Mapleton
- Frank Finlay : Henry, le père de Teddy, voisin de John et de Pat
- Maureen Pryor : la mère de Teddy
- Norman Wooland : l'avocat de la Couronne
- Kenneth J. Warren : le sergent Finley
- Ellen McIntosh : l'infirmière
- Maurice Colbourne : le curé
- Brian Wilde : le photographe de presse
- Michael Bryant : un conseiller de John